# Édouard Dufeu
Édouard Jacques Dufeu, né à Marseille le 27 mars 1836, et mort à Grasse le 1er décembre 1900, est un peintre et graveur français.

## Biographie
Issu d'une famille originaire d'Égypte, Dufeu monte à Paris en 1860 et fréquente l'atelier de Charles Gleyre.
Il fréquente entre 1861 et 1865 la Société des aquafortistes et se lie à ses membres. Il grave sa première eau-forte en 1862, Rue du Caire, que publie Alfred Cadart et Luquet, également éditeurs de sa suites de gravures, Vues d'Égypte (1865).
Élève d'Antoine Vollon, il expose au Salon des artistes français de 1865 à 1890. Il enseigne le dessin dans diverses écoles communales de Paris et fournit alors des dessins à divers journaux. Sa production alterne les paysages et les natures mortes.
Il termine sa vie à Grasse, en butte parfois aux plus cruelles nécessités, laissant dans son atelier un nombre important de peintures, d'aquarelles et de dessins.

## Œuvres dans les musées

### Peintures
- Lyon, musée des beaux-arts : Vue de Marseille, huile sur toile[2] ;
- Marseille : 
  - musée des beaux-arts : Ruines dans le désert, huile sur toile[3]
  - Musée Regards de Provence : L'Entrée du Port de Marseille, vers 1880, 40 × 65 cm[4]
- Paris,  Musée d'Orsay : Marine, huile sur toile, 32,5 × 49 cm[5].

### Dessins
- Paris : Musée du Louvre, département des Arts graphiques : Bateau au port[6], Le Portail sud de la cathédrale de Chartres[7], Paysage d'Égypte avec temple en ruine[8], Paysage d'Égypte[9], Scène orientale[10].

### Estampes

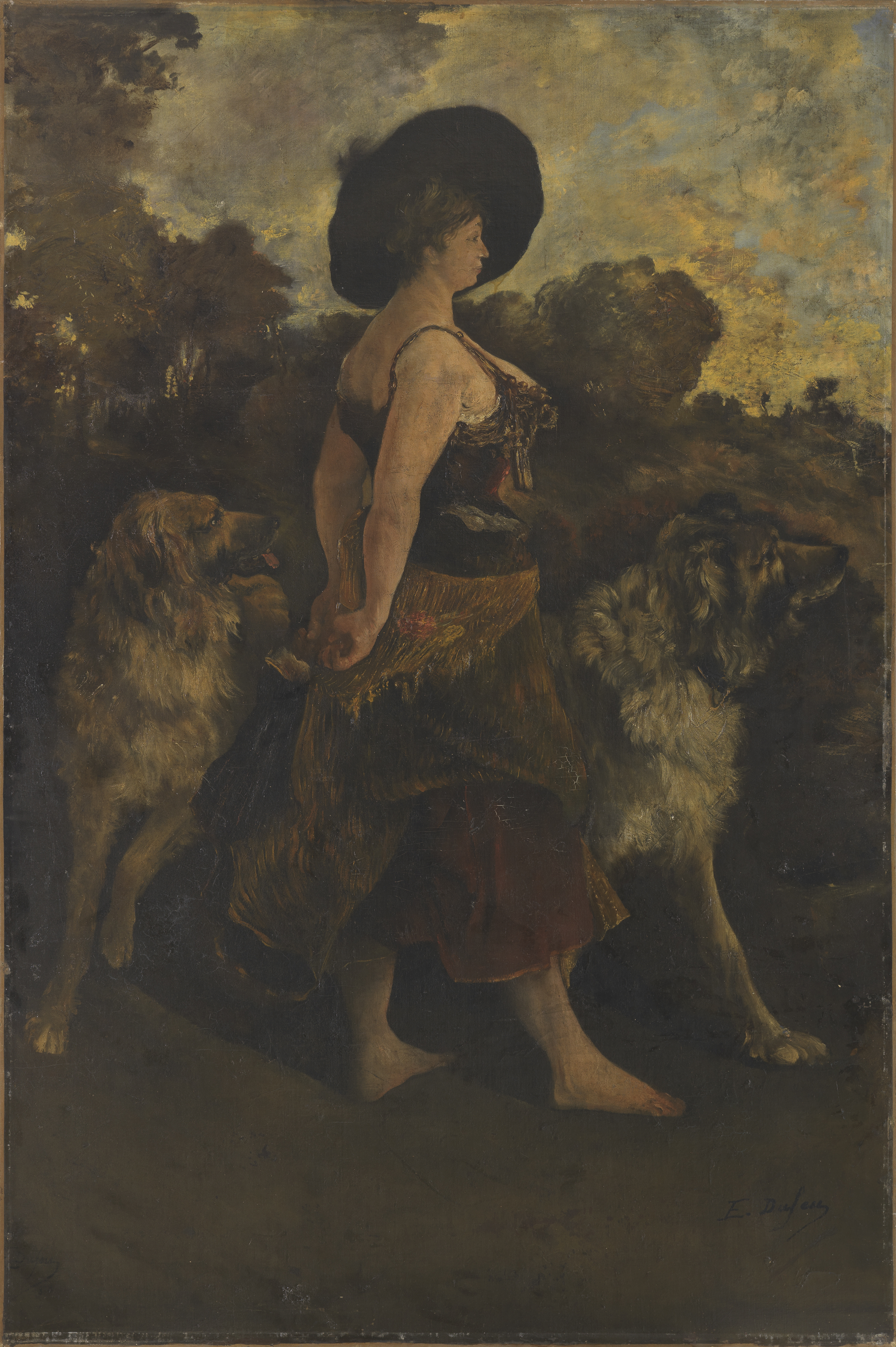
La Carola (1878, Petit Palais).
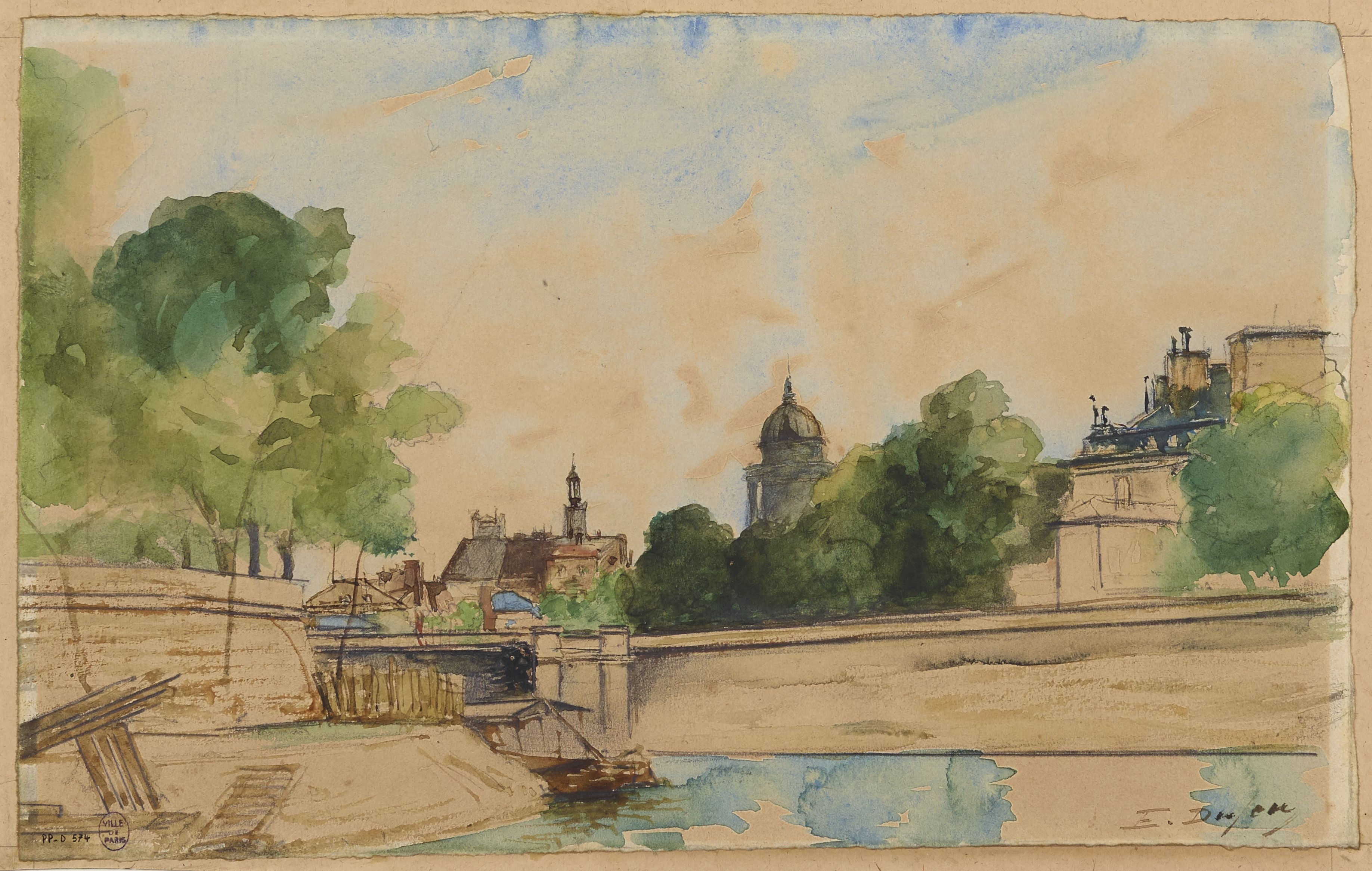
Le Quai au fleurs (n. d., Petit Palais).
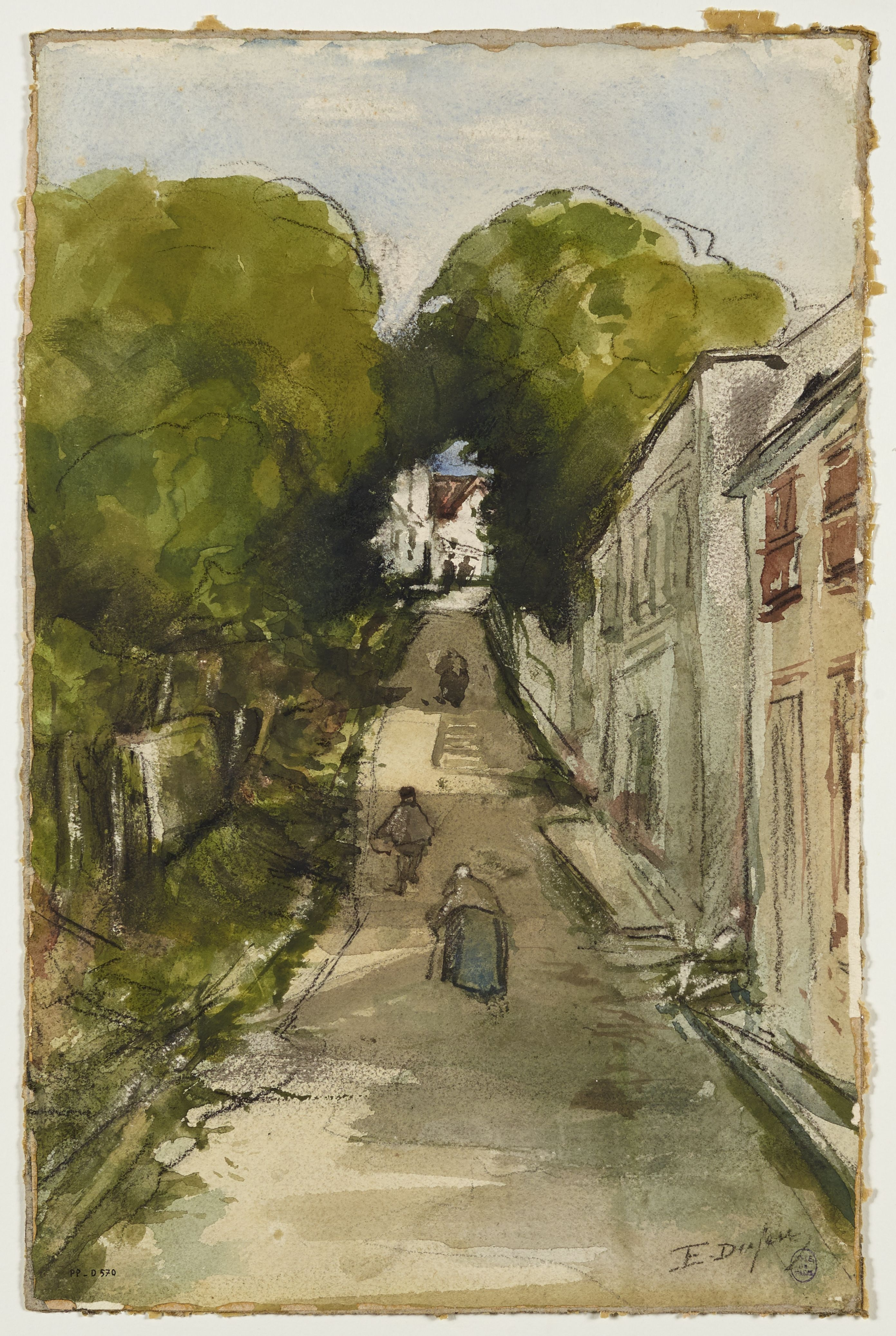
Une rue (n. d., Petit Palais).